# Vital Loraux
Vital Georges Gilbert Loraux, né le 22 septembre 1925 à Charleroi, est un arbitre belge de football, mort le 27 février 2013.
Après avoir eu une brève carrière de footballeur, Vital Loraux a eu une carrière d’arbitre au niveau local en 1951 puis au niveau international de 1961 à 1974.  Après l’année 1975, il travaille dans les instances arbitrales belges.

## Biographie

### Les débuts
Né à Charleroi, il a eu une brève carrière de footballeur, jouant dans le club de l’Olympic Charleroi, puis au Daring Bruxelles. 
Cependant en 1951, il se dirige vers le poste d’arbitre. En 1958, il officie en première division belge et en 1964 il devient arbitre international. Ainsi il arbitre un match comptant pour les qualifications de la coupe du monde 1966 (Luxembourg-France 0-2, le 4 octobre 1964). 
Progressivement, il acquiert de l’expérience en Europe (des tours préliminaires, des premiers tours et un quart-de-finale de coupes d’Europe) et arbitre même la finale de la coupe de Belgique 1965-1966 (Standard de Liège 1-0 RSC Anderlecht). Il officie aussi dans les éliminatoires de la coupe du monde 1970 : Irlande-Hongrie 1-2, le 8 juin 1969. Quelques jours avant le début de la coupe du monde 1970, il officie lors de la finale de la coupe de Belgique 1969-1970 (R. FC Brugeois 6-1 R. Daring CB).

### Coupe du monde 1970
Loraux officie pour la neuvième coupe du monde, au Mexique, ce qui fait de lui le septième arbitre belge à officier en coupe du monde. Le 2 juin, il arbitre le match Angleterre-Roumanie (1-0, le 2 juin) et lors du quart-de-finale Brésil-Pérou (4-2, le 14 juin). Il a assisté lors des matchs Roumanie-Tchécoslovaquie (2-1, le 6 juin) et Brésil-Roumanie (3-2, le 10 juin) lors du premier tour.

### De 1970 à 1974
Il est invité par Pelé pour arbitrer sa dernière sélection contre la Yougoslavie à Rio de Janeiro, le 18 juillet 1971, se soldant par un match nul deux buts partout. 
Ensuite, il arbitre deux finales consécutives de la coupe de Belgique en 1971-1972 (RSC Anderlecht 1-0 Standard de Liège) et en 1972-1973 (RSC Anderlecht 2-1 Standard de Liège), deux demi-finales de coupe d’Europe (Coupe UEFA 1971-1972 : Milan AC-Tottenham Hotspur 1-1 et Coupe des clubs champions européens 1972-1973 : Real Madrid-Ajax Amsterdam 0-1) et deux barrages de la coupe du monde 1974 (Australie-Corée du Sud 0-0, le 28 octobre 1973 et Yougoslavie-Espagne 1-0, le 13 février 1974).
Mais son plus grand fait d’armes européen est de diriger la finale de la coupe d’Europe : il officie lors du premier match de la finale de Coupe des clubs champions européens 1973-1974 entre le Bayern Munich et l’Atlético de Madrid, au stade du Heysel. Le match se déroule durant 120 minutes et se termine par un score d’un but partout après prolongation. Il est le second arbitre belge à diriger une finale après Albert Alsteen.

### Coupe du monde 1974

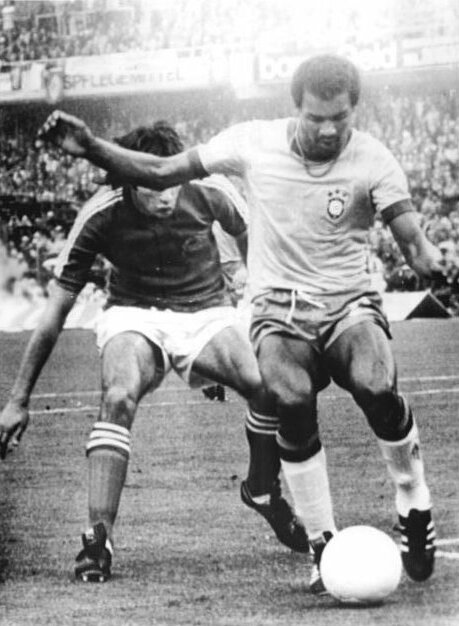
Vital Loraux a été un des arbitres assistants lors du match Brésil-Yougoslavie (0-0).

Loraux a présidé sa seconde coupe du monde. Il est arbitre assistant lors des matchs du premier tour entre le Brésil et la Yougoslavie (0-0, le 13 juin) et entre l’Australie et le Chili (0-0, le 22 juin). Il est arbitre principal lors du match du second tour entre l’Argentine et le Brésil (1-2, le 30 juin). Au cours de ce match, il avertit René Houseman à la 72e minute d’un carton jaune.

### Fin de carrière
Après le mondial allemand, il continue à officier internationalement et dirige plusieurs matchs dont la finale de la coupe de Belgique 1974-1975 (RSC Anderlecht 1-0 Royal Antwerp FC), puis quelques jours plus tard (le 28 juin), il est appelé à diriger la finale rejouée de la coupe de Tunisie 1974-1975 (Étoile sportive du Sahel 3-0 El Makarem de Mahdia). Il termine internationalement avec un match des éliminatoires de l’Euro 1976 (Suède-Yougoslavie 1-2, le 4 juin 1975). 
Avec la limitation à cinquante ans pour les arbitres, il est retiré des listes d’arbitres internationaux et arrête sa carrière d’arbitre, sans pour autant quitter le monde arbitral. Il entre dans la commission centrale des arbitres belges, restant de 1975 à 1999. Il est honoré du titre de « membre d’honneur de la fédération belge de football »,. Il est cité dans le livre de l’ancien arbitre Francis Arvent intitulé « Bravo l’arbitre », paru en mars 1990.
Il a été récompensé du prix de la presse en 2012 par la ville de Ham-sur-Heure-Nalinnes, qui met à l’honneur des personnalités du sport. Il meurt le 27 février 2013, à l’âge de 87 ans.

## Faits majeurs
Dans sa carrière d’arbitre, Vital Loraux a officié dans des compétitions majeures.  : 
- Coupe de Belgique de football 1965-1966 (finale)
- Coupe de Belgique de football 1969-1970 (finale)
- Coupe du monde de football de 1970 (2 matchs)
- Coupe de Belgique de football 1971-1972 (finale)
- Coupe de Belgique de football 1972-1973 (finale)
- Coupe des clubs champions européens 1973-1974 (finale N°1)
- Coupe du monde de football de 1974 (1 match)
- Coupe de Belgique de football 1974-1975 (finale)
- Coupe de Tunisie de football 1974-1975 (finale N°2)